# Fünfzigerausschuss
Der Fünfzigerausschuss war ein Gremium, das in der Märzrevolution vom Vorparlament eingesetzt worden war. Das Vorparlament endete am 3. April 1848 und die Nationalversammlung trat am 18. Mai 1848 erstmals zusammen. Die fünfzig Männer, die am 4. April ihre Arbeit aufnahmen, sollten in der Zwischenzeit den Bundestag kontrollieren.
Die Hauptaufgabe des Ausschusses bestand darin, die Wahlen in den Einzelstaaten kritisch zu begleiten. Es gelang aber nicht, viel Einfluss auf die Durchführung zu nehmen. Auch weitere Initiativen führten zu wenig Ergebnissen, vor allem, weil man darauf hoffte, dass bald die Nationalversammlung mit breiter demokratischer Legitimation die revolutionären Ziele vorantreiben würde.

## Entstehung

Der Fünfzigerausschuss im April und Mai 1848, im Übergang vom Vorparlament zur Nationalversammlung

Das Vorparlament hatte zwar dem Bundestag Vorschriften über die Wahlen gemacht, schreckte aber vor weiteren Schritten zurück. Es war nämlich selbst nicht gewählt worden, sondern von Privatpersonen eingeladen worden. Vor allem aber gab es im Vorparlament unterschiedliche Auffassungen über den einzuschlagenden Kurs. Die Liberalen wollten, in Zusammenarbeit mit dem Bundestag, den Deutschen Bund reformieren und aus ihm eine konstitutionelle Monarchie machen. Der Siebzehnerausschuss (des Bundestags) schlug vor, dass das Vorparlament 15 Männer wählt, die mit dem Bundestag Kontakt halten.
Die demokratische Linke hingegen wollte einen republikanischen Bundesstaat durchsetzen und forderte, dass das Vorparlament sich für permanent erklärt und eine revolutionäre Regierung einsetzt. Die Liberalen und die gemäßigte Linke um Robert Blum lehnten dies mit Mehrheitsentscheid ab und einigten sich auf einen Ausschuss von 50 statt 15 Männern. Dieser würde den Bundestag beraten und bei Gefahr für das Vaterland das Vorparlament wieder zusammenrufen.

## Inhaltliche Tätigkeit
Der Ausschuss konnte nicht verhindern, dass in Preußen neben der Deutschen Nationalversammlung auch ein preußisches Parlament gewählt wurde, was Preußen als Einzelstaat stärkte. Preußen handelte auch in Posen selbstständig und verhinderte es, dass Freiwillige als Volksheer in Schleswig-Holstein eingriffen. Im Falle Österreichs konnte der Fünfzigerausschuss die Tschechen auch mit dem Angebot eines Minderheitenschutzes kaum zur Wahlteilnahme begeistern. Er konnte auch nur protestieren, als Österreich es ablehnte, deutsche Hilfe gegen italienische Forderungen anzunehmen.
Der Fünfzigerausschuss als solcher erarbeitete zwar keinen Entwurf für eine Geschäftsordnung für die Nationalversammlung. Doch zwei Mitglieder legten schließlich, zusammen mit Robert von Mohl, einen Entwurf vor. Er wurde später von einem Ausschuss der Nationalversammlung übernommen und überarbeitet.
Welcker gelang es nicht, dass man eine dreiköpfige Bundesexekutive beim Bundestag einsetzte, auch ein Vorschlag zu einer Parlamentswehr fand keine Mehrheit. Aber der Fünfzigerausschuss prüfte die Regelungen, die die Einzelstaaten zur Wahl der Nationalversammlung erlassen hatten. Jörg-Detlef Kühne: „Insgesamt ist die Bedeutung des Fünfzigerausschusses verfassungspolitisch eher durch das geprägt, was er ablehnt, als durch das, was er befürwortet.“

## Mitglieder
Österreich war im Vorparlament mit nur zwei Männern vertreten; Karl von Closen (1786–1856) beantragte mit Erfolg, der Fünfzigerausschuss solle sechs Österreicher kooptieren. Die sechs waren Franz Schuselka, Ernst Schilling, Theodor Friedrich v. Hornbostel, Ignaz Kuranda, Eugen Megerle v. Mühlfeld und Stephan Ladislaus Endlicher.
- Victor Franz von Andrian-Werburg
- Karl Biedermann
- Robert Blum
- Moriz Adolph Briegleb
- Josef Brunck
- Carl Philipp Cetto
- Peter Dewes
- Franz Xaver Dieringer
- Franz Drinkwelder
- Gottfried Eisenmann
- Gottlieb Wilhelm Freudentheil
- Jacob Gülich
- Johann Gustav Heckscher
- Joseph Carl Franz Xaver Heide
- August Hergenhahn
- Johann Adam von Itzstein
- Johann Jacoby
- Carl Heinrich Jürgens
- Johann Friedrich Martin Kierulff
- Georg Friedrich Kolb
- Wilhelm Friedrich Christian Gustav Krafft
- Ignaz Kuranda
- Karl Mathy
- Carl Mittermaier
- Karl Eugen Alexander Megerle
- Wilhelm Heinrich Murschel
- Heinrich Carl Alexander Pagenstecher
- Guido Bonaventura Pattai
- Adolph Xaver Paur
- Johann Aloys Perthaler
- Friedrich August Prinzinger
- Conrad von Rappard
- Franz Raveaux
- Jacob Ludwig Theodor Reh
- Emil Adolf Roßmäßler
- Maximilian Heinrich Rüder
- Johann Jacob Scheließnigg
- Ernst Schilling
- Rudolf Schleiden
- Nicolaus Heinrich Schmitt
- Albert Schott
- Gustav Franz Xaver von Schreiner
- Franz Schuselka
- Johannes Daniel Wilhelm Ludwig Schwarzenberg
- Wilhelm Carl August Gustav Siemens
- August Heinrich Simon
- Ludwig Simon
- Alexander von Soiron
- Carl Alexander Spatz (1810–1856)
- Carl Johann Wilhelm Stedmann (1804–1882)
- Carl Anton Franz Stremayer (1823–1904)
- Jodocus Stülz (1799–1872)
- Wilhelm Erdmann Florian von Thielau (1800–1865)
- Jacob Venedey (1805–1871)
- Carl Vogt (1817–1895)
- Georg Ludwig von Wedemeyer (1781–1867)
- Adolph Wiesner (1807–1867)[11]
- Karl Wilhelm Wippermann (1800–1857)
- Christian Friedrich Wurm (1803–1859)
- Heinrich Albert Zachariä (1806–1875)[12]

## Quelle
- Siehe Ernst Rudolf Huber: Dokumente zur deutschen Verfassungsgeschichte. Band 1: Deutsche Verfassungsdokumente 1803-1850. 3. Auflage, W. Kohlhammer, Stuttgart u. a. 1978 (1961). Nr. 78. die Beschlüsse des Vorparlaments vom 31. März und 1. bis 4. April 1848, S. 271–273.

## Belege
1. ↑  Frank Engehausen: Werkstatt der Demokratie. Die Frankfurter Nationalversammlung 1848/49. Campus Verlag, Frankfurt am Main/New York 2023, S. 24.
2. ↑  Frank Engehausen: Werkstatt der Demokratie. Die Frankfurter Nationalversammlung 1848/49. Campus Verlag, Frankfurt am Main/New York 2023, S. 48.
3. ↑  Ernst Rudolf Huber: Deutsche Verfassungsgeschichte seit 1789. Band II: Der Kampf um Einheit und Freiheit 1830 bis 1850. 3. Auflage, W. Kohlhammer, Stuttgart [u. a.] 1988, S. 604.
4. ↑  Frank Engehausen: Werkstatt der Demokratie. Die Frankfurter Nationalversammlung 1848/49. Campus Verlag, Frankfurt am Main/New York 2023, S. 48/49.
5. ↑  Günter Wollstein: Deutsche Geschichte 1848–49. Gescheiterte Revolution in Mitteleuropa. Kohlhammer, Stuttgart [u. a.] 1986, S. 63–65
6. ↑  Frank Engehausen: Werkstatt der Demokratie. Die Frankfurter Nationalversammlung 1848/49. Campus Verlag, Frankfurt am Main/New York 2023, S. 76/77.
7. ↑  Jörg-Detlef Kühne: Die Reichsverfassung der Paulskirche. Vorbild und Verwirklichung im späteren deutschen Rechtsleben. Habil. Bonn 1983, 2. Auflage, Luchterhand, Neuwied 1998 (1985), S. 40.
8. ↑  BArch DB 50.
9. ↑  Bemerkungen über die von der deutschen Nationalversammlung angenommenen §§ 2 und 3 des Verfassungs-Entwurfs, S. 1.
10. ↑  bundesarchiv.de: Mitglieder des Vorparlaments und des Fünfzigerausschusses (Memento vom 6. August 2011 im Internet Archive)
11. ↑  weitere Schreibweisen: A. C. Wiesner; Adolf W.; Adolf Carl W.; trat auch als Autor hervor, meistens als „A. C. Wiesner“. Er beteiligte sich unter anderem an der Erhebung in Wien und flüchtete über die Schweiz, Paris und London nach Amerika, wo er heute bekannter ist als in Europa. Tarnname auch: Alois Karl W.
12. ↑  Liste nach Heinrich Best, Wilhelm Weege: Biographisches Handbuch der Abgeordneten der Frankfurter Nationalversammlung 1848/49. Droste-Verlag, Düsseldorf 1998, S. 378.